# Pwo-Polymerase
Die Pwo-Polymerase ist eine thermostabile DNA-Polymerase, die für die Polymerase-Kettenreaktion verwendet wird. Die Abkürzung Pwo steht für Pyrococcus woesei, ein thermophiles Archaebakterium, aus dem diese Polymerase isoliert wurde. Diese Polymerase bricht bei Erreichen von fehlerhaftem Uracil in der DNA die Kettenverlängerung ab und sorgt durch diese read ahead-Funktion dafür, dass weniger fehlerhafte DNA-Klone synthetisiert werden. Sie findet deutlich weniger Anwendung als die sonst üblichen Taq- oder Pfu-Polymerasen.